# Haemaphysalis madagascariensis
Haemaphysalis madagascariensis este o specie de căpușe din genul Haemaphysalis, familia Ixodidae, descrisă de Colas-belcour și Jacques Millot în anul 1948.
Este endemică în Madagascar. Conform Catalogue of Life specia Haemaphysalis madagascariensis nu are subspecii cunoscute.